# Provincia de Marbán
La provincia de Marbán es una provincia de Bolivia que se encuentra al sureste del departamento del Beni, con capital en la localidad de Loreto. Limita al sur y al este con el departamento de Santa Cruz y al sur con el departamento de Cochabamba. La provincia tiene una superficie de 15 126 km² y cuenta con una población de 16 331 habitantes (INE 2012).
La capital provincial es Loreto. En la provincia se encuentran numerosos ríos y lagunas, como por ejemplo la laguna Aquiles.
La provincia es nombrada en honor al padre Pedro Marbán, que fundó en 1682 la primera misión jesuítica de Moxos en lo que es ahora la localidad de Loreto.

## Historia
Durante las colonización española de América, en lo que es ahora la provincia de Marbán, fue fundada la primera misión jesuítica de la región de los Moxos el año 1682. Esta misión fue fundada como Nuestra Señora de Loreto por el padre jesuita Pedro Marbán, acompañado por Cipriano Barace y José del Castillo, dando inicio a lo que se conoció como las misiones de Moxos.
La provincia Marbán se creó mediante Decreto Ley de 3 de diciembre de 1937, durante el gobierno del presidente Germán Busch. Esta provincia fue creada con  capital San Ignacio y los cantones San Ignacio, San Lorenzo, San Francisco y San Antonio.
El 27 de noviembre de 1941 mediante Decreto Supremo se creó la provincia de Moxos sobre el territorio que componía el suroeste de la provincia Marbán. Mediante este decreto se dispuso que la capital de la nueva provincia Marbán fuera Loreto y contaría con dos secciones municipales: Loreto con los cantones Sachojere y San Antonio, y San Andrés con los cantones San Lorenzo y Perotó.

## Geografía
La provincia Marbán se encuentra en el sureste del departamento del Beni. Limita al norte con la provincia de Cercado, al este y sureste con la provincia de Guarayos en el departamento de Santa Cruz, al suroeste con la provincia del Chapare en el departamento de Cochabamba, y al oeste con la provincia de Moxos.
Su territorio es totalmente llano y sin accidentes. La zona septentrional y oriental de la provincia cuenta con selvas espesas, mientras que la parte meridional y occidental tiene pampas bajas e inundadizas.
La hidrografía de la provincia está compuesta por numerosos ríos, lagos, curichis y bañados. Sus ríos pertenecen a la cuenca del Amazonas. Entre los ríos más importantes se encuentran el Mamoré, navegable en toda su longitud, el Secure, el Isiboro, entre otros ríos. Entre las lagunas más grandes de la provincia se encuentran la laguna de Araré, la laguna Conguagua, la laguna Nuevo Mundo y la laguna Cachimbo.

## Demografía
De acuerdo con el censo boliviano de 2024, la población de la provincia de Marbán es de 19 898 habitantes.
La población de la provincia ha aumentado aproximadamente dos tercios en las últimas tres décadas:
| Año  | Habitantes | Fuente |
| ---- | ---------- | ------ |
| 1992 | 11.950     | Censo  |
| 2001 | 14.454     | Censo  |
| 2012 | 16.331     | Censo  |
| 2024 | 19.898     | Censo  |

## Municipios
La provincia está dividida en dos municipios:
1. Loreto: capital
2. San Andrés: municipio más poblado

## Símbolos
La bandera de la provincia Marbán fue creada en 1992 en el marco de la celebración del Sesquicentenario del departamento del Beni. Debido a las celebraciones que se darían en la ciudad de Trinidad (capital departamental), el entonces prefecto del Beni, Rubén Darío Aponte, solicitó al subprefecto de Marbán, Alben Rivero Canido, que convoque a una reunión para crear la bandera provincial.
Es así que se oficializó la nueva bandera de la provincia de Marbán que debía estar conformada por dos franjas, desde el mástil ocupando dos tercios del ancho una franja verde, y el otro tercio del ancho por una franja blanca, en cuyo centro llevaría una cruz dorada en ubicación vertical. El color verde es símbolo de la riqueza natural de la provincia, mientras que el blanco simboliza la pureza y esperanza de sus poblaciones campesinas. La cruz dorada es símbolo del ingreso de las primeras misiones jesuíticas en Moxos, que trajeron evangelización y la primera ganadería a la región.